# Piotr Petrovitchev
Piotr Petrovitchev (en russe : Пётр Иванович Петровичев) (1874—1947) est un peintre paysagiste russe soviétique.

## Biographie
Piotr Petrovitchev est né le 18 décembre 1874, dans le village du volost de Vysoko Ougoditcheski, district de Rostov Veliki, Gouvernement de Iaroslavl (actuel oblast de Iaroslavl). Il est mort le 4 janvier 1947 à Moscou. Il reçoit une formation artistique élémentaire au musée de Rostov des antiquités religieuses où il fait la connaissance de Vassili Verechtchaguine, qui lui conseille de poursuivre ses études à Moscou.
Il va étudier à l'École de peinture, de sculpture et d'architecture de Moscou de 1892 à 1903, chez Isaac Levitan et Valentin Serov. Il termine ses études à cette école avec la grande médaille d'argent et le titre d'artiste.

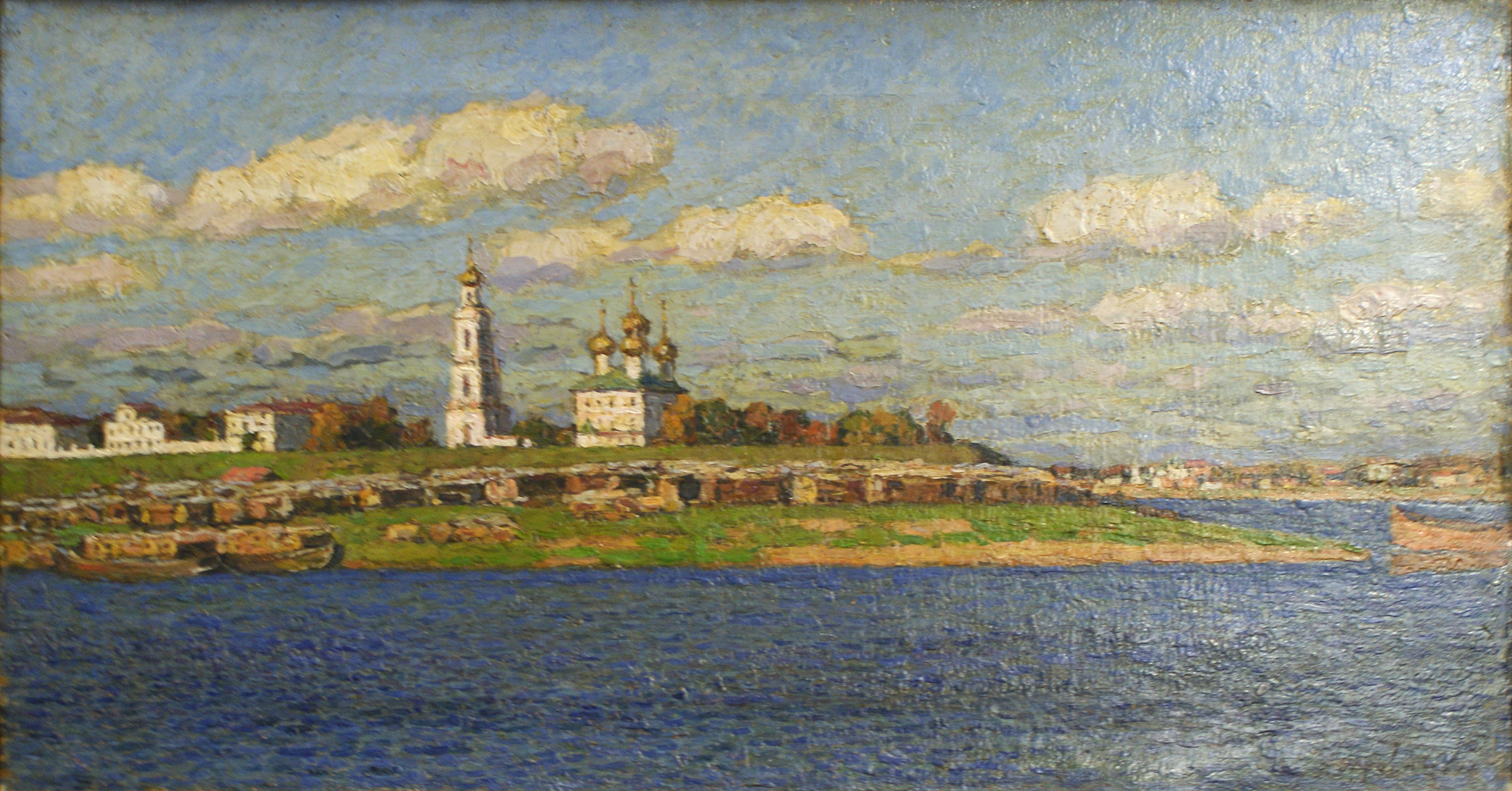
Iaroslavl

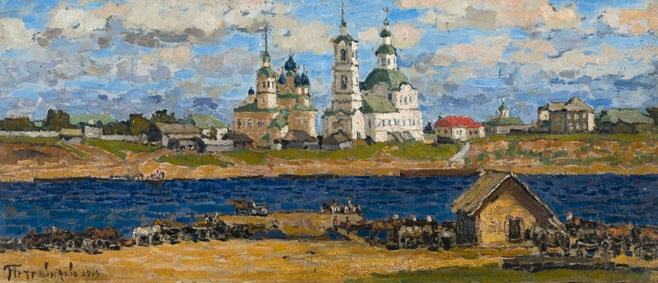
En attente du ferry 1914

En 1911, il devient membre des Ambulants et de l'Union des peintres russes où il exposait depuis 1905.
Il participe à la XXXVIIIe exposition des Ambulants en 1910 et à la VIIe exposition de l'Union des peintres russes en 1911 . En 1911, des paysages et des intérieurs de sa composition ont été acquis par Pavel Tretiakov et son frère Sergueï Mikhaïlovitch Tretiakov, par le musée Alexandre III et encore par le musée de l'académie des beaux-arts.
Sa première exposition personnelle se déroule en 1917, du 7 octobre au 5 novembre, au salon artistique situé dans la rue Bolchaïa Dmitrovka à Moscou. La même année il se marie avec Olga Ernestovna Matissen.
En 1924, onze de ses œuvres sont exposées à l'exposition d'art russe de New York. En 1927—1928 il prend part à l'organisation d'une nouvelle société appelée Association des artistes réalistes, et présente ses toiles lors des expositions.
En 1936, Petrovitchev prend part à la première exposition des artistes paysagistes, organisée à Moscou en y présentant 15 de ses toiles. 
De 1937 à 1943, il enseigne la peinture et le dessin à l'académie d'État de Moscou à la mémoire de la révolution de 1905. 
Durant la grande guerre patriotique de 1941-1945, il prend part à diverses missions de nuit, creuse des tranchées, et est décoré de la médaille de la Grande guerre de 1941-1945.
Piotr Petrovitchev meurt le 4 janvier 1947, à Moscou et il est enterré au Cimetière Vagankovo.

## Galerie
|         |                   |                     |          |
| Automne | Kremlin de Rostov | Kremlin de Kostroma | Vladimir |

## Expositions
2015 «Серебряный день», galerie Otkytyi kloub, Moscou

## Mémoire
- En 1988 la maison d'édition Artiste soviétique publie le livre P. I. Petrovitchev[1]
- À Rostov son nom est donné à une rue de la ville.
- Au musée du Kremlin de Rostov une exposition permanente est organisée avec ses œuvres.